# 마상

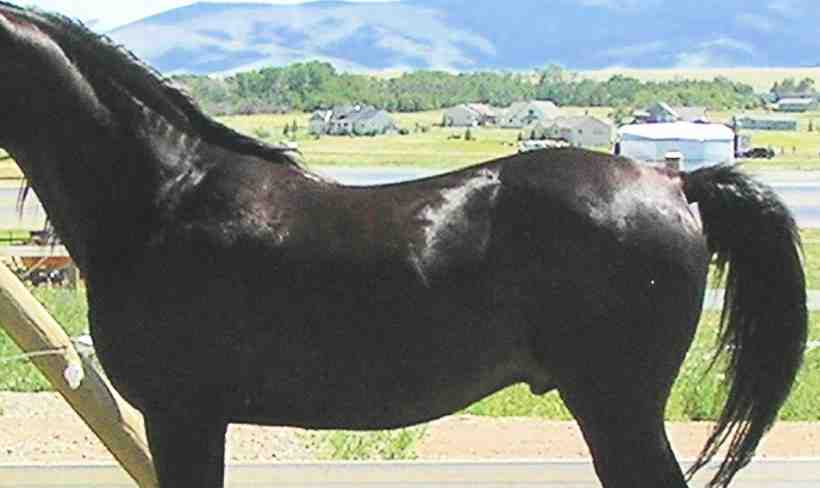

마상(馬上, horseback) 또는 말등은 안장을 얹는 말의 해부학적 영역을 나타내며, 널리 사용되는 경우 말의 체중 지탱 능력에 중요한 흉추 뒤의 허리 또는 요추 부위를 포함한다. 척추의 이 두 부분은 흉추의 시작 부분인 기갑에서 시작하여 마지막 요추까지 확장된다. 말은 인간이 타기 때문에 말의 등뼈의 힘과 구조는 동물의 유용성에 매우 중요하다.
흉추는 골격의 진정한 마상 척추 구조로서 안장의 기본 지지를 제공하며, 허리의 요추는 등을 뒷부분에 연결하는 연결 역할을 한다. 마상 구조에 필수적인 것은 말과 승마인을 지지하는 흉곽이다. 뼈, 근육, 힘줄 및 인대의 복잡한 디자인이 모두 함께 작용하여 말이 승마인의 무게를 지탱할 수 있다.

## 같이 보기
- 안장